# Grantorpet
Grantorpet, stadsdel i Västervik. Här finns mindre industrier, men området är mest känt för sina sjönära villor. I Notviken vid Grantorpsviken finns en större småbåtshamn. På andra sidan viken ligger Notholmen och Tändstickanområdet.